# The Story of Louis Pasteur

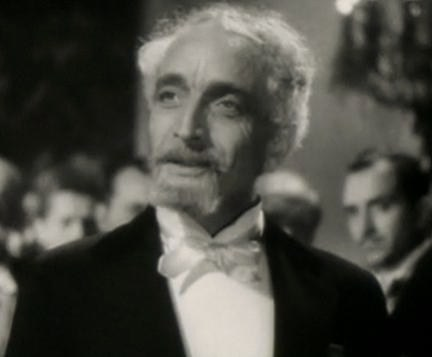
Fritz Leiber en un fotograma de la pel·lícula

The Story of Louis Pasteur és una pel·lícula de l’època pre-codi de la Warner Bros. dirigida per William Dieterle i protagonitzada per Paul Muni i Josephine Hutchinson. Basada en la biografia del reputat científic escrita per Pierre Collings, Sheridan Gibney i Edward Chodorov (no consta als crèdits), es va estrenar el 22 de febrer de 1936. Muni va guanyar l'Oscar al millor actor mentre que Collings i Gibney obtingueren els Oscar al millor guió adaptat i a la millor història en la novena edició dels premis. També va ser nominada l'Oscar a la millor pel·lícula.

## Argument
El 1860, el químic Louis Pasteur és menyspreat per la majoria dels metges a causa de la seva teoria que els gèrmens són els causants de les malalties. Un metge és assassinat pel marit d'una de les seves pacients morta de febre puerperal quan el marit llegeix un pamflet de Pasteur on defensa l'esterilització dels instruments quirúrgics. Com a conseqüència Pasteur rep l'ordre de deixar de publicar.
Deu anys més tard, es produeix una epidèmia d'àntrax a França que delma el bestiar, el qual és necessari per pagar les reparacions de guerra a Prússia. Només hi ha una zona a França no té cap problema amb la malaltia. El doctor Radisse i el seu assistent, el doctor Jean Martel, investiguen i s'assabenten que Pasteur ha estat administrant una vacuna experimental a les ovelles del districte sense cobrar. Tot i que Martel té curiositat i es queda enrere per estudiar amb Pasteur, Radisse es mostra escèptic. Creu que per alguna raó el sòl de la zona està lliure de la malaltia, i per demostrar la seva teoria importa ovelles. Pasteur intenta aturar-lo, i un altre metge proposa que Pasteur inoculi la meitat de les ovelles per veure si la seva vacuna és realment eficaç. Al final de la prova, totes les ovelles inoculades estan vives mentre que les no inoculades estan mortes.
Després de veure com un vilatà mor per la ràbia, Pasteur comença a treballar en una vacuna contra a la malaltia. No té sort fins que el doctor Charbonnet s'injecta el virus de la ràbia per demostrar que no pot causar la malaltia. Quan no es posa malalt, Pasteur s'adona que el virus perd la seva virulència amb el temps i concep la idea d'injectar quantitats creixents de virus de la ràbia per tal de generar resistència. A contracor experimenta amb un nen petit mossegat per un gos rabiós. Mentrestant, la filla de Pasteur, Annette, que s'ha casat amb Martel, està a punt de donar a llum. L'únic metge disponible per atendre-la és l'antic enemic de Pasteur, Charbonnet. Pasteur insisteix que utilitzi mitjans estèrils per donar a llum al nen, i Charbonnet accepta si Pasteur signa una carta que testifiqui que els seus estudis no tenen valor a la llum del fet que Charbonnet no va contraure la ràbia. Per salvar la seva filla, Pasteur accepta. Quan el nen mossegat es recupera Charbonnet es fa enrere i admet el geni de Pasteur i estripa el document. Després de patir un ictus, Pasteur és finalment honrat pels seus èxits en el seu setantè aniversari.

## Repartiment
- Paul Muni (Louis Pasteur)
- Josephine Hutchinson (Marie Pasteur)
- Anita Louise (Annette Pasteur)
- Donald Woods (Dr. Jean Martel)
- Fritz Leiber (Dr. Charbonnet)
- Henry O'Neill (Dr. Émile Roux)
- Porter Hall (Dr. Rossignol)
- Raymond Brown (Dr. Radisse)
- Akim Tamiroff (Dr. Zaranoff)
- Halliwell Hobbes (Dr. Lister)
- Frank Reicher (Dr. Pfeiffer)
- Dickie Moore (Joseph Meister)
- Ruth Robinson (Mrs. Meister)
- Walter Kingsford (Napoleó III)
- Iphigenie Castiglione (Eugènia de Montijo)
- Herbert Corthell (Adolphe Thiers)
- Frank Mayo (Sadi Carnot)
- Leonid Snegoff (ambaixador rus)
- Edward Van Sloan (President de la societat mèdica)